# Відстань
Ві́дстань або ві́ддаль між двома точками простору — числове значення того, наскільки далеко розташовані точки одна від одної. У фізиці та побуті це може означати довжину відрізка, що сполучає ці точки.
Відстань здебільшого позначають літерою {\displaystyle d}, вимірюють в одиницях довжини.
Окрім звичайного означення відстані, яку вимірюють уздовж прямої, іноді відстань визначають, як довжину траєкторії, якою можна пройти від однієї точки до іншої. При цьому на рух накладають обмеження, наприклад, рухатися можна лише шосейними дорогами або залізницею.
Часто терміном "відстань" метафорично позначають відмінність між двома подібними об'єктами (наприклад, статистична відстань між розподілами ймовірностей або відстань редагування між рядками тексту) або ступінь розділення (наприклад, відстань між людьми в соціальній мережі).
Більшість понять відстані, як фізичних, так і метафоричних, формалізуються в математиці за допомогою поняття метричного простору.

## Огляд і визначення

### Фізичні відстані

Маршрути літаків між Лос Анжелесом і Токіо, що рухались наближено до великого кола (верхній маршрут), а другий (що знизу) при русі на схід в напрямку висотної струменевої течії. Зверніть увагу, що найкоротшим маршрутом буде дуга, а не пряма лінія, оскільки ця мапа зображена в проєкції Меркатора, яка не зберігає пропорції розмірів і відстаней, оскільки проєктує сферичну поверхню Землі на площину.

Мангеттенська відстань

Фізична відстань може означати декілька різних речей:
- Довжина конкретного маршруту пройденого між двома точками, наприклад, шлях пройдений при проходженні лабіринту
- Довжина найкоротшого можливого шляху в просторі між двома точками, за умови, що між ними нема перешкод (формально називається евклідовою відстанню)
- Довжина найкоротшого шляху між двома точками, за умови, що шлях проходить по деякій поверхні, наприклад відстань уздовж великого кола під час подорожі опуклою поверхнею Землі.[джерело?]

«Колова відстань» — відстань пройдена колесом, підрахунок якої може бути корисним при проєктуванні механічних передач або транспортних засобів. Довжина зовнішнього кола колеса дорівнює {\displaystyle 2\pi R}, де {\displaystyle R} — радіус колеса. Якщо радіус дорівнює 1, отримаємо що за один оберт колеса проходить відстань 2π одиниць. В техніці часто використовується ω = 2πƒ, де ƒ це частота.[джерело?]
Інші визначення відстані корисні при моделюванні конкретних фізичних ситуацій, а також використовують в математиці:
- «Мангеттенська відстань» — відстань уздовж відрізків прямих, яка означає кількість блоків на північ, південь, захід або схід потрібно здолати таксисту аби доїхати до місця призначення в структурі вулиць у вигляді квадратної сітки міста Нью-Йорк.
- «Шахова відстань» — формалізована відстань Чебишова, що є мінімальним числом рухів, які має здійснити король на шаховій дошці аби пройти шлях між двома заданими клітинками.

### Вплив теорії відносності
У теорії відносності, через такі явища, як скорочення довжини та відносність одночасності, відстані між об'єктами залежать від вибору інерційної системи відліку. У галактичних та більших масштабах на вимірювання відстані також впливає розширення Всесвіту. На практиці в космології для кількісної оцінки таких відстаней використовується низка мір відстані.

## Відстань у математиці
Під відстанню на множині розуміють функцію задану на декартовому квадраті множини.[джерело?] При деяких додаткових обмеженнях на функцію відстані виникає метричний простір.[джерело?]

### Геометрія
В аналітичній геометрії, відстань між двома точками на координатній площині можна знайти за формулою відстані. Відстань між точками (x1, y1) і (x2, y2) дорівнює:
{\displaystyle d={\sqrt {(\Delta x)^{2}+(\Delta y)^{2}}}={\sqrt {(x_{2}-x_{1})^{2}+(y_{2}-y_{1})^{2}}}.\,}
Аналогічно, для даних точок (x1, y1, z1) і (x2, y2, z2) в тривимірному просторі, відстань між ними дорівнюватиме:
{\displaystyle d={\sqrt {(\Delta x)^{2}+(\Delta y)^{2}+(\Delta z)^{2}}}={\sqrt {(x_{2}-x_{1})^{2}+(y_{2}-y_{1})^{2}+(z_{2}-z_{1})^{2}}}.}
Це найзагальніша формула для визначення відстані, яку називають евклідовою відстанню, оскільки вона виводиться за допомогою теореми Піфагора, яка не виконується в неевклідовій геометрії.

#### Вимірювання
Існує багато способів вимірювання відстаней уздовж прямої. Наприклад, це можна зробити безпосередньо за допомогою лінійки або опосередковано за допомогою радара (для великих відстаней) чи інтерферометрії (для дуже малих відстаней).

## Метафоричні відстані
У математиці, науці та техніці використовують багато абстрактних понять відстані, що представляють ступінь відмінності між подібними об'єктами. Розгляньмо кілька прикладів.

### Статистичні відстані
У статистиці та інформаційній геометрії статистичні відстані вимірює ступінь відмінності між двома розподілами ймовірностей. Існує багато видів статистичних відстаней, зазвичай формалізованих як дивергенції; вони дозволяють розуміти набір розподілів ймовірностей як геометричний об'єкт, який називають статистичним многовидом. Найелементарнішим є квадрат евклідової відстані, який мінімізується методом найменших квадратів; це найпростіша дивергенція Бреґмана. Найважливішою в теорії інформації є відносна ентропія (дивергенція Кульбака — Лейблера), яка аналогічно дає змогу геометрично вивчати оцінку максимальної правдоподібності; це приклад як f-дивергенції, так і дивергенції Бреґмана (і фактично єдиний приклад, який є і тим, і іншим). Статистичні многовиди, що відповідають дивергенціям Брегмана, є у відповідній геометрії плоскими многовидами, що дозволяє використовувати аналог теореми Піфагора (яка виконується для квадрата евклідової відстані) для лінійних обернених задач у виведенні за допомогою теорії оптимізації.
Також важливими статистичними відстанями є відстань Махаланобіса та енергетичну відстань.

### Відстань редагування
В інформатиці відстань редагування або рядкова метрика між двома рядками вимірює, наскільки вони відрізняються. Наприклад, слова «рік» та «рак», які відрізняються лише однією літерою, ближчі, ніж «рік» та «мед», які не мають спільних літер. Ця ідея, використовувана у програмах перевірки орфографії та в теорії кодування, математично формалізується різними способами, зокрема, як відстань Левенштейна, відстань Геммінга, відстань Лі та відстань Джаро — Вінклера.

### Відстань у теорії графів
У графі відстань між двома вершинами вимірюється довжиною найкоротшого реберного шляху між ними. Наприклад, якщо граф представляє соціальну мережу, то ідею шести рукостискань можна математично інтерпретувати як те, що відстань між будь-якими двома вершинами не перевищує шести. Аналогічно, число Ердеша та число Бейкона — кількість спільних відносин, які відділяють людину відповідно від плідного математика Пала Ердеша та актора Кевіна Бейкона — це відстані на графах, ребра яких представляють математичну або художню співпрацю.

### У соціальних науках
У психології, географії людини та соціальних науках відстань часто розглядають не як об'єктивну числову міру, а як якісний опис суб'єктивного досвіду. Наприклад, психологічне дистанціювання — це різні способи, якими можна віддалити об'єкт від себе в таких вимірах, як час, простір, соціальна дистанція тощо. У соціології соціальна дистанція описує розділення між окремими особами або соціальними групами в суспільстві за такими вимірами, як соціальний клас, раса / етнічність, стать або сексуальність.

## Математична формалізація
Більшість понять відстані між двома точками або об'єктами, описаних вище, є прикладами математичної ідеї метрики. Метрична функція або функція відстані — це функція d, яка перетворює пари точок або об'єктів на дійсні числа та задовольняє такі правила:
1. Відстань між об'єктом та ним же завжди дорівнює нулю.
2. Відстань між різними об'єктами завжди додатна.
3. Відстань симетрична: відстань від x до y завжди така ж, як і відстань від y до x.
4. Відстань задовольняє нерівність трикутника: якщо x, y та z — три об'єкти, то {\displaystyle d(x,z)\leq d(x,y)+d(y,z).} Цей стан неформально можна описати як «проміжні зупинки не можуть вас пришвидшити».

Як виняток, багато дивергенцій, використовуваних у статистиці, не є метриками.

Анімація, що візуалізує функцію (abs(x)^r + abs(y)^r)^(1/r) для різних значень r.

## Відстань між множинами

Відстані між цими трьома множинами не задовольняють нерівність трикутника:

Є кілька способів вимірювання фізичної відстані між об'єктами, що складаються з більш ніж однієї точки:
- Можна виміряти відстань між репрезентативними точками, такими як центр мас; цей підхід використовують для астрономічних відстаней, таких як відстань між Землею та Місяцем.
- Можна виміряти відстань між найближчими точками двох об'єктів; у цьому сенсі висота польоту літака або космічного корабля — це його відстань від Землі. В такому сенсі в евклідовій геометрії визначають відстань від точки до прямої, від точки до площини або, загальніше, перпендикулярної відстані між афінними підпросторами.

Ще загальніше, цю ідею можна використати для визначення відстані між двома підмножинами метричного простору. Відстань між множинами A та B — це інфімум відстаней між будь-якими двома їхніми відповідними точками: {\displaystyle d(A,B)=\inf _{x\in A,y\in B}d(x,y).} Це не визначає метрику на множині таких підмножин: відстань між множинами, що перекриваються, дорівнює нулю, і ця відстань не задовольняє нерівність трикутника для будь-якого метричного простору з двома або більше точками (достатньо розглянути трійку множин, що складається з двох різних одиночних елементів, та їх об'єднання).
- Гаусдорфову відстань між двома підмножинами метричного простору можна розглядати як міру того, наскільки вони далекі від ідеального перекриття. Дещо точніше, відстань Гаусдорфа між A та B — це або відстань від A до найдальшої точки B, або відстань від B до найдальшої точки A, залежно від того, що більше. (Тут «найдальшу точку» слід інтерпретувати як супремум.) Відстань Гаусдорфа визначає метрику на множині компактних підмножин метричного простору.

## Пов'язані ідеї
Слово «відстань» також використовують для позначення пов'язаних понять, які не охоплюються описом «числове вимірювання відстані між точками чи об'єктами».

### Пройдений шлях
Шлях, який пройшло тіло, — це відстань між двома точками, виміряна вздовж траєкторії матеріальної точки, наприклад, відстань, пройдена під час навігації лабіринтом. Точки можуть навіть збігатися, якщо рух починається і закінчується в одній точці, наприклад, рух м'яча, кинутого вертикально вгору, або Землі, яка робить один оберт навколо Сонця. Математично це формалізується як довжина дуги кривої.
Пройдена відстань також може мати знак: відстань «вперед» є додатною, а відстань «назад» — від'ємною.
Колова відстань — це відстань, пройдена точкою обода колеса, корисна під час проєктування транспортних засобів або механічних передач (див. також одометрія). Довжина кола колеса дорівнює 2π R, де R — радіус; якщо R = 1, то з кожним обертом колеса транспортний засіб проходить 2π одиниць.

### Переміщення та пройдений шлях

Шлях і переміщення. Евклідова відстань — це довжина вектора переміщення.

Переміщення в класичній фізиці вимірює зміну положення тіла протягом певного інтервалу часу. Тоді як відстань є скалярною величиною, переміщення — величина векторна, яка має числове значення і напрямок. Загалом, вектор, що вимірює різницю між двома положеннями (відносне положення), іноді називають спрямованою відстанню. Наприклад, спрямована відстань від флагштока Головної бібліотеки Нью-Йорка до флагштока статуї Свободи має вигляд:
- Початкова точка: флагшток бібліотеки
- Кінцева точка: флагшток статуї
- Напрямок: -38°
- Відстань: 8,72 км

## Сервіси для визначення відстані між містами
- Приклад розрахунку відстані та часу поїздки між Києвом і Вроцлавом автошляхами [Архівовано 11 січня 2012 у Wayback Machine.].

## Підтримка в комп'ютерних бібліотеках
- Мова програмування Python
  - Обчислення відстаней у SciPy (scipy.spatial.distance)
- Мова програмування Julia
  - Julia Statistics Distance — пакунок для розрахунку відстаней (метрик) між векторами.